# Fuleco
Fuleco – oficjalna maskotka Mistrzostw Świata w Piłce Nożnej 2014. Przedstawia bolitę brazylijską, gatunek pancernika, który jest charakterystyczny dla Brazylii i jest sklasyfikowany jako gatunek narażony w Czerwonej księdze zagrożonych gatunków.
Fuleco zostało oficjalnie zaprezentowane jako maskotka mistrzostw 25 listopada 2012 roku w programie Fantástico w TV Globo. Jej nazwa to zbitka wyrazowa słów Futebol ("Piłka nożna") oraz Ecologia ("Ekologia"). Poprzez swoje połączenie sportu z ochroną środowiska uzyskała ona popularność w klubach piłkarskich z całego świata.

## Charakterystyka

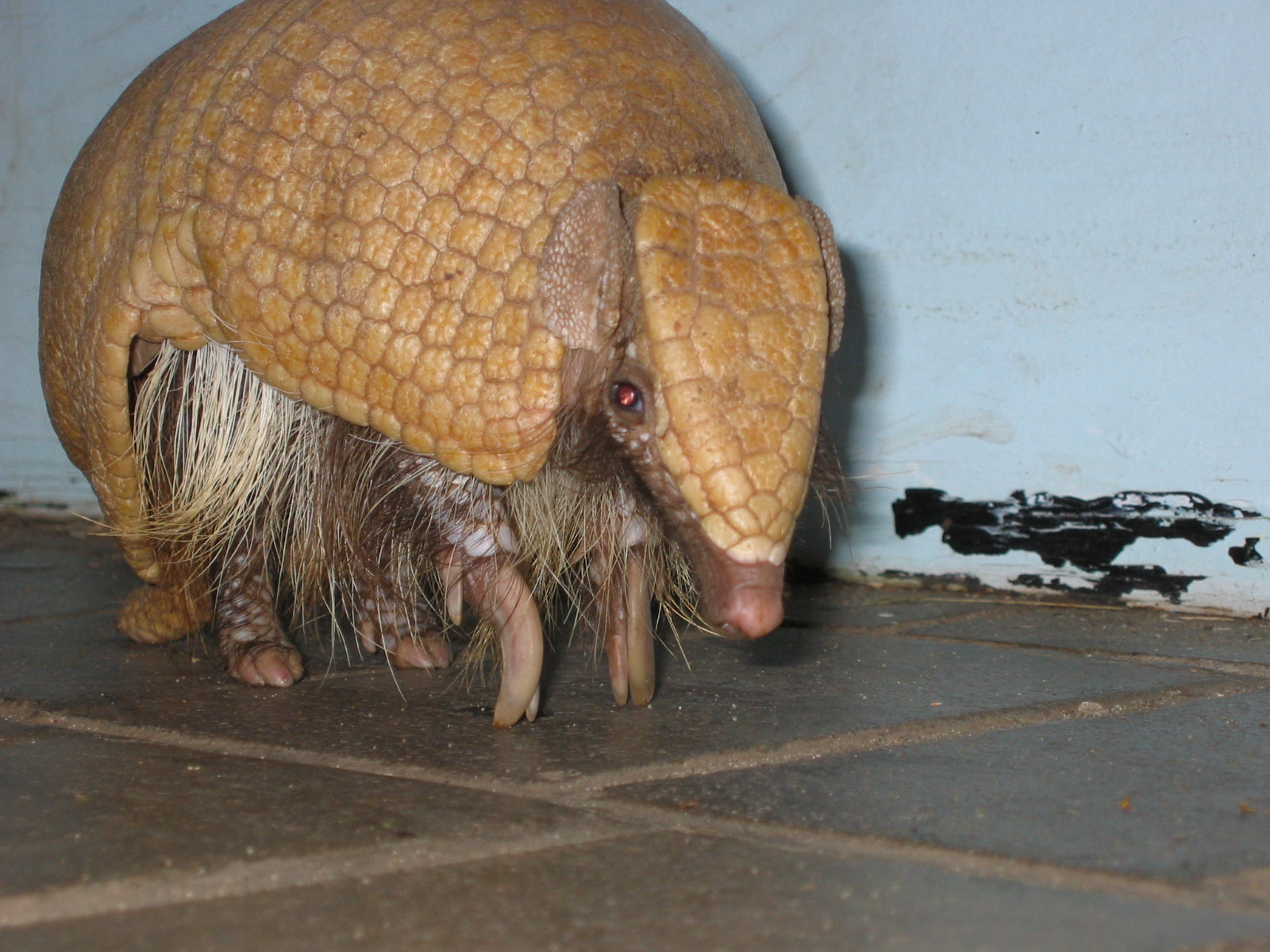
Toleypeutes tricinctus lub bolita brazylijska są traktowane jako pierwowzór Fuleco.

Urodziny Fuleco przypadają na Nowy Rok. Jest bolitą brazylijską, która jako gatunek zagrożony pełni ważną rolę w ruchu środowiskowym. Ponad 90% Brazylijczyków w roku 2014 przyznało, że należy być przyjaznym w stosunku do przyrody.
Imię Fuleco wygrało w głosowaniu kibiców, uzyskując 1,7 miliona głosów, czyli 48%. Pokonało pozostałe kandydatury: Amijubi (Amizade – "Przyjaźń" i Júbilo – "Radość") oraz Zuzeco (Azul – "Niebieski" i Ecologia – "Ekologia").
Ostateczna wersja maskotki została wybrana przez FIFA oraz Lokalny Komitet Organizacyjny. Organizatorzy w sumie przeanalizowali 47 różnych wariacji przedstawionych przez w sumie sześć różnych brazylijskich agencji. Wygląd maskotki został wybrany również dzięki badaniu przeprowadzonemu wśród grupy docelowej: dzieci w wieku 5-12 lat, które wybrały pancernika stworzonego przez 100%Design. Fuleco jest postrzegany jako radosna i atrakcyjna postać.
W niezależnym badaniu 89% Brazylijczyków przyznało, że widziało Fuleco i przyznało, że podoba im się ta maskotka, łącznie z jej charakterem.

## Kontrowersje

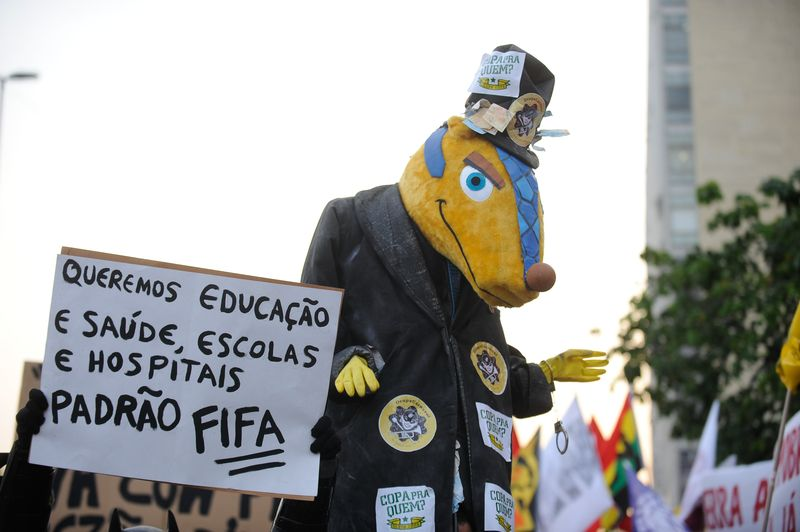
Brazylijski protest przeciwko Mistrzostwom Świata, prezentujący Fuleco jako symbol chciwości.

Caatinga Association, organizacja ekologiczna, której kampania wspomogła FIFA w wybraniu bolity brazylijskiej na maskotkę, przyznała, że Międzynarodowa Federacja Piłki Nożnej nie okazała żadnego finansowego wsparcia na rzecz zagrożonych gatunków. FIFA przyznała, że nie miała żadnego związku z żadną z organizacji ekologicznych, tym samym tylko podgrzewając atmosferę i domysły na temat tego, że jedynym celem Federacji był zysk ze sprzedaży marketingowej maskotki.